# Choisey
Choisey – miejscowość i gmina we Francji, w regionie Burgundia-Franche-Comté, w departamencie Jura.
Według danych na rok 1990 gminę zamieszkiwało 887 osób, a gęstość zaludnienia wynosiła 116 osób/km² (wśród 1786 gmin Franche-Comté Choisey plasuje się na 189. miejscu pod względem liczby ludności, natomiast pod względem powierzchni na miejscu 596.).